# Nycticeius cubanus
Nycticeius cubanus är en fladdermus i familjen läderlappar som förekommer på nordvästra Kuba. Populationen listades fram till 1980-talet som underart eller synonym till Nycticeius humeralis.

## Utseende
Med en kroppslängd (huvud och bål) av cirka 52 mm, en svanslängd av 24 till 30 mm och en vikt hav 4 till 7 g är arten ungefär lika stor som andra släktmedlemmar. Den har 26,5 till 32 mm långa underarmar och 8 till 10 mm stora öron. Nycticeius cubanus är på Kuba den minsta arten i familjen läderlappar. På Kuba finns dessutom andra fladdermöss från andra familjer som Chilonatalus micropus, Mormopterus minutus och Nyctiellus lepidus som är mindre eller lika stora. Kännetecknande är håren som är mörka vid basen och tydlig ljusa vid spetsen. Pälsen blir så brun på ovansidan och olivbrun på undersidan. Öronen är inte sammanlänkade med en hudremsa och örats tragus når fram till örats mitt. Arten saknar hår på flygmembranen. Avvikande detaljer av tänderna skiljer arten från andra släktmedlemmar. Tandformeln är I 1/3, C 1/1, P 1/2, M 3/3, alltså 30 tänder i tanduppsättningen.

## Utbredning
Utbredningsområdets östra gräns sträcker sig ungefär från Cárdenas till Cienfuegos. Denna fladdermus lever i låglandet och i kulliga regioner upp till 250 meter över havet. Vilket habitat föredras är okänt.

## Levnadssätt
Grupper med ungefär 26 medlemmar eller ensamma individer vilar i byggnader som sällan används av människor eller i andra gömställen som skapades av människor. Jakten på leddjur som termiter, arter av familjen Lamponidae, skalbaggar, fjärilar och kackerlackor börjar under skymningen eller kort efteråt. Exemplaren är även senare under natten aktiva. De flyger långsamma mellan växter och ändrar riktningen ofta. Skriket för ekolokaliseringen är under den första delen 4 till 12 millisekunder lång och frekvensen sjunker från 80 kHz till 40 kHz. Under den andra delen förekommer lägre frekvenser. Antagligen är fortplantningen begränsad till våren. Dräktiga honor med två embryon hittades i maj.

## Hot
Troligtvis påverkas beståndet av landskapsförändringar och orkaner. Det finns inga informationer gällande en tidigare population på ön östra del. Enligt uppskattningar minskade hela populationen med upp till 25 procent under 15 år (tre generationer) före 2013. IUCN listar arten som nära hotad (NT).